# FIA-GT-Meisterschaft 1997

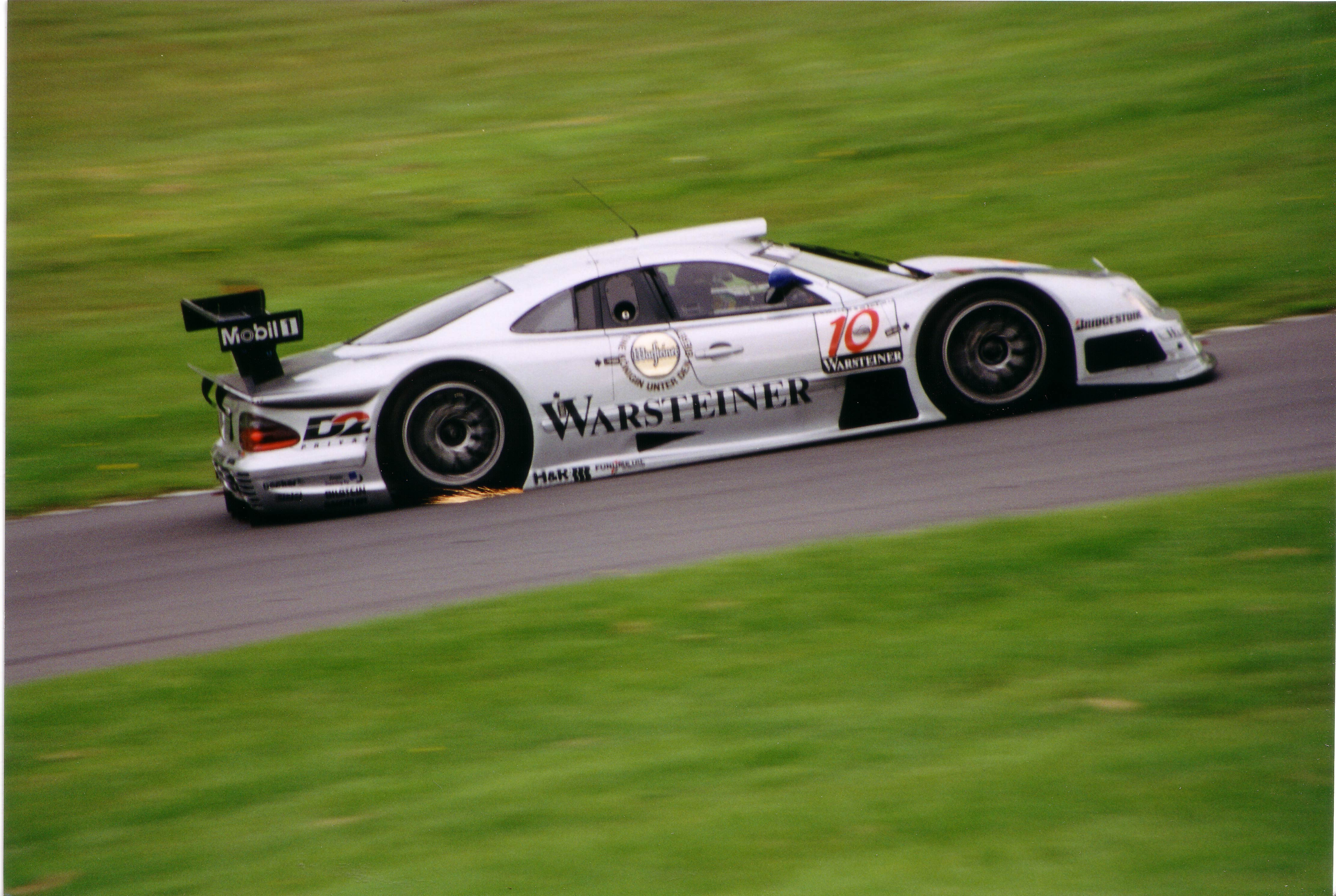
Bernd Schneider gewann mit einem Mercedes-Benz CLK GTR den Meistertitel.

Die FIA-GT-Meisterschaft 1997 war die erste Saison der FIA-GT-Meisterschaft, die der BPR Global GT Series nachfolgte.
Der Saisonstart fand am 13. April 1997 auf dem Hockenheimring und das Finale am 26. Oktober auf dem Laguna Seca Raceway statt.
Insgesamt wurden elf Rennen an Rennwochenenden in Deutschland, Großbritannien, Finnland, Belgien, Österreich, Japan, Italien und den Vereinigten Staaten gefahren.
Gesamt- und GT1-Sieger wurde Bernd Schneider im Mercedes-Benz CLK GTR mit 72 Punkten. Die GT2-Wertung gewann mit 66 Punkten der Brite Justin Bell mit einer Chrysler Viper GTS-R.

## Starterfeld
Folgende Fahrer und Teams sind in der Saison gestartet.

### GT1-Starterfeld
| Nr. | Fahrer                   | Team                                                | Fahrzeug (Motor)                                                 | Reifen | Rennwochenende           |
| --- | ------------------------ | --------------------------------------------------- | ---------------------------------------------------------------- | ------ | ------------------------ |
| 1   | Andrew Gilbert-Scott     | Gulf Team Davidoff                                  | McLaren F1 GTR (BMW 6.0 I V12)                                   | M      | 1–7                      |
| 1   | Ray Bellm                | Gulf Team Davidoff                                  | McLaren F1 GTR (BMW 6.0 I V12)                                   | M      | 1, 2                     |
| 1   | Pierre-Henri Raphanel    | Gulf Team Davidoff                                  | McLaren F1 GTR (BMW 6.0 I V12)                                   | M      | 2, 3                     |
| 1   | Jean-Marc Gounon         | Gulf Team Davidoff                                  | McLaren F1 GTR (BMW 6.0 I V12)                                   | M      | 3                        |
| 1   | Anders Olofsson          | Gulf Team Davidoff                                  | McLaren F1 GTR (BMW 6.0 I V12)                                   | M      | 4, 5, 8–11               |
| 1   | Geoff Lees               | Gulf Team Davidoff                                  | McLaren F1 GTR (BMW 6.0 I V12)                                   | M      | 6–11                     |
| 1   | John Nielsen             | Gulf Team Davidoff                                  | McLaren F1 GTR (BMW 6.0 I V12)                                   | M      | 7                        |
| 2   | Thomas Bscher            | Gulf Team Davidoff                                  | McLaren F1 GTR (BMW 6.0 I V12)                                   | M      | 1–7, 9–11                |
| 2   | John Nielsen             | Gulf Team Davidoff                                  | McLaren F1 GTR (BMW 6.0 I V12)                                   | M      | 1–7, 9–11                |
| 3   | Jean-Marc Gounon         | Gulf Team Davidoff                                  | McLaren F1 GTR (BMW 6.0 I V12)                                   | M      | 1, 2, 4, 5, 7–11         |
| 3   | Pierre-Henri Raphanel    | Gulf Team Davidoff                                  | McLaren F1 GTR (BMW 6.0 I V12)                                   | M      | 1, 2, 4–11               |
| 3   | Anders Olofsson          | Gulf Team Davidoff                                  | McLaren F1 GTR (BMW 6.0 I V12)                                   | M      | 6, 7                     |
| 4   | Andy Wallace             | David Price Racing                                  | Panoz GTR-1 (Ford 6.0 l V8)                                      | G      | 1, 2, 4–10               |
| 4   | James Weaver             | David Price Racing                                  | Panoz GTR-1 (Ford 6.0 l V8)                                      | G      | 1, 2, 4–8                |
| 4   | Butch Leitzinger         | David Price Racing                                  | Panoz GTR-1 (Ford 6.0 l V8)                                      | G      | 7                        |
| 4   | Olivier Grouillard       | David Price Racing                                  | Panoz GTR-1 (Ford 6.0 l V8)                                      | G      | 9–11                     |
| 4   | Perry McCarthy           | David Price Racing                                  | Panoz GTR-1 (Ford 6.0 l V8)                                      | G      | 11                       |
| 5   | David Brabham            | David Price Racing                                  | Panoz GTR-1 (Ford 6.0 l V8)                                      | G      | 1, 2, 4–11               |
| 5   | Perry McCarthy           | David Price Racing                                  | Panoz GTR-1 (Ford 6.0 l V8)                                      | G      | 1, 2, 4–10               |
| 5   | Olivier Grouillard       | David Price Racing                                  | Panoz GTR-1 (Ford 6.0 l V8)                                      | G      | 7                        |
| 5   | Andy Wallace             | David Price Racing                                  | Panoz GTR-1 (Ford 6.0 l V8)                                      | G      | 11                       |
| 6   | Thierry Boutsen          | Porsche AG                                          | Porsche 911 GT1/Porsche 911 GT1 Evo (Porsche 3.2 l Turbo Flat-6) | M      | 1, 2, 4–11               |
| 6   | Hans-Joachim Stuck       | Porsche AG                                          | Porsche 911 GT1/Porsche 911 GT1 Evo (Porsche 3.2 l Turbo Flat-6) | M      | 1, 2, 4, 5, 7, 8, 10, 11 |
| 6   | Bob Wollek               | Porsche AG                                          | Porsche 911 GT1/Porsche 911 GT1 Evo (Porsche 3.2 l Turbo Flat-6) | M      | 6, 7                     |
| 6   | Ralf Kelleners           | Porsche AG                                          | Porsche 911 GT1/Porsche 911 GT1 Evo (Porsche 3.2 l Turbo Flat-6) | M      | 9                        |
| 7   | Yannick Dalmas           | Porsche AG                                          | Porsche 911 GT1/Porsche 911 GT1 Evo (Porsche 3.2 l Turbo Flat-6) | M      | 4–11                     |
| 7   | Bob Wollek               | Porsche AG                                          | Porsche 911 GT1/Porsche 911 GT1 Evo (Porsche 3.2 l Turbo Flat-6) | M      | 4, 5, 8–11               |
| 7   | Thierry Boutsen          | Porsche AG                                          | Porsche 911 GT1/Porsche 911 GT1 Evo (Porsche 3.2 l Turbo Flat-6) | M      | 5                        |
| 7   | Allan McNish             | Porsche AG                                          | Porsche 911 GT1/Porsche 911 GT1 Evo (Porsche 3.2 l Turbo Flat-6) | M      | 6, 7                     |
| 7   | Pedro Lamy               | Porsche AG                                          | Porsche 911 GT1/Porsche 911 GT1 Evo (Porsche 3.2 l Turbo Flat-6) | M      | 7                        |
| 47  | Ralf Kelleners           | Porsche AG                                          | Porsche 911 GT1/Porsche 911 GT1 Evo (Porsche 3.2 l Turbo Flat-6) | M      | 11                       |
| 47  | Allan McNish             | Porsche AG                                          | Porsche 911 GT1/Porsche 911 GT1 Evo (Porsche 3.2 l Turbo Flat-6) | M      | 11                       |
| 8   | Steve Soper              | Team BMW Motorsport                                 | McLaren F1 GTR (BMW 6.0 l V12)                                   | M      | alle                     |
| 8   | JJ Lehto                 | Team BMW Motorsport                                 | McLaren F1 GTR (BMW 6.0 l V12)                                   | M      | 1–10                     |
| 8   | Roberto Ravaglia         | Team BMW Motorsport                                 | McLaren F1 GTR (BMW 6.0 l V12)                                   | M      | 11                       |
| 9   | Peter Kox                | Team BMW Motorsport                                 | McLaren F1 GTR (BMW 6.0 l V12)                                   | M      | alle                     |
| 9   | Roberto Ravaglia         | Team BMW Motorsport                                 | McLaren F1 GTR (BMW 6.0 l V12)                                   | M      | 1–10                     |
| 9   | JJ Lehto                 | Team BMW Motorsport                                 | McLaren F1 GTR (BMW 6.0 l V12)                                   | M      | 11                       |
| 10  | Alessandro Nannini       | AMG-Mercedes                                        | Mercedes-Benz CLK GTR (Mercedes-Benz 6.0 l V12)                  | B      | alle                     |
| 10  | Marcel Tiemann           | AMG-Mercedes                                        | Mercedes-Benz CLK GTR (Mercedes-Benz 6.0 l V12)                  | B      | 1, 2, 4–11               |
| 10  | Klaus Ludwig             | AMG-Mercedes                                        | Mercedes-Benz CLK GTR (Mercedes-Benz 6.0 l V12)                  | B      | 3                        |
| 10  | Bernd Schneider          | AMG-Mercedes                                        | Mercedes-Benz CLK GTR (Mercedes-Benz 6.0 l V12)                  | B      | 7                        |
| 11  | Bernd Schneider          | AMG-Mercedes                                        | Mercedes-Benz CLK GTR (Mercedes-Benz 6.0 l V12)                  | B      | alle                     |
| 11  | Alexander Wurz           | AMG-Mercedes                                        | Mercedes-Benz CLK GTR (Mercedes-Benz 6.0 l V12)                  | B      | 1–3, 5–9                 |
| 11  | Klaus Ludwig             | AMG-Mercedes                                        | Mercedes-Benz CLK GTR (Mercedes-Benz 6.0 l V12)                  | B      | 4, 10, 11                |
| 11  | Aguri Suzuki             | AMG-Mercedes                                        | Mercedes-Benz CLK GTR (Mercedes-Benz 6.0 l V12)                  | B      | 7                        |
| 12  | Bernd Mayländer          | AMG-Mercedes                                        | Mercedes-Benz CLK GTR (Mercedes-Benz 6.0 l V12)                  | B      | 4, 6–9                   |
| 12  | Klaus Ludwig             | AMG-Mercedes                                        | Mercedes-Benz CLK GTR (Mercedes-Benz 6.0 l V12)                  | B      | 4–9                      |
| 12  | Ralf Schumacher          | AMG-Mercedes                                        | Mercedes-Benz CLK GTR (Mercedes-Benz 6.0 l V12)                  | B      | 5                        |
| 12  | Bernd Schneider          | AMG-Mercedes                                        | Mercedes-Benz CLK GTR (Mercedes-Benz 6.0 l V12)                  | B      | 6                        |
| 12  | Alexander Wurz           | AMG-Mercedes                                        | Mercedes-Benz CLK GTR (Mercedes-Benz 6.0 l V12)                  | B      | 10, 11                   |
| 12  | Greg Moore               | AMG-Mercedes                                        | Mercedes-Benz CLK GTR (Mercedes-Benz 6.0 l V12)                  | B      | 10, 11                   |
| 13  | Fabien Giroix            | GT1 Lotus Racing Franck Muller                      | Lotus GT1 (Chevrolet 6.0 l V8)                                   | M      | 1, 2, 4–6, 8, 10, 11     |
| 13  | Jean-Denis Delétraz      | GT1 Lotus Racing Franck Muller                      | Lotus GT1 (Chevrolet 6.0 l V8)                                   | M      | 1, 2, 4–6, 8, 10, 11     |
| 14  | Jan Lammers              | GT1 Lotus Racing Franck Muller                      | Lotus GT1 (Chevrolet 6.0 l V8)                                   | M      | 1, 2, 4–6, 8–11          |
| 14  | Mike Hezemans            | GT1 Lotus Racing Franck Muller                      | Lotus GT1 (Chevrolet 6.0 l V8)                                   | M      | 1, 2, 4–6, 8–11          |
| 14  | Max Angelelli            | GT1 Lotus Racing Franck Muller                      | Lotus GT1 (Chevrolet 6.0 l V8)                                   | M      | 10, 11                   |
| 15  | Maurizio Sandro Sala     | GT1 Lotus Racing Franck Muller First Racing Project | Lotus GT1 (Chevrolet 6.0 l V8)                                   | P      | 1, 2                     |
| 15  | Jérôme Policand          | GT1 Lotus Racing Franck Muller First Racing Project | Lotus GT1 (Chevrolet 6.0 l V8)                                   | P      | 1, 5, 7                  |
| 15  | Ratanakul Prutirat       | GT1 Lotus Racing Franck Muller First Racing Project | Lotus GT1 (Chevrolet 6.0 l V8)                                   | P      | 2–5, 7                   |
| 15  | Fabien Giroix            | GT1 Lotus Racing Franck Muller First Racing Project | Lotus GT1 (Chevrolet 6.0 l V8)                                   | P      | 3, 7                     |
| 15  | Jean-Denis Delétraz      | GT1 Lotus Racing Franck Muller First Racing Project | Lotus GT1 (Chevrolet 6.0 l V8)                                   | P      | 3                        |
| 15  | Alexander Grau           | GT1 Lotus Racing Franck Muller First Racing Project | Lotus GT1 (Chevrolet 6.0 l V8)                                   | P      | 4                        |
| 16  | Ralf Kelleners           | Roock Racing                                        | Porsche 911 GT1 (Porsche 3.2 l Turbo Flat-6)                     | M      | 1–7                      |
| 16  | Yannick Dalmas           | Roock Racing                                        | Porsche 911 GT1 (Porsche 3.2 l Turbo Flat-6)                     | M      | 1, 2                     |
| 16  | Stéphane Ortelli         | Roock Racing                                        | Porsche 911 GT1 (Porsche 3.2 l Turbo Flat-6)                     | M      | 3–5                      |
| 16  | Pedro Chaves             | Roock Racing                                        | Porsche 911 GT1 (Porsche 3.2 l Turbo Flat-6)                     | M      | 4–6                      |
| 16  | Christophe Bouchut       | Roock Racing                                        | Porsche 911 GT1 (Porsche 3.2 l Turbo Flat-6)                     | M      | 7                        |
| 16  | Carl Rosenblad           | Roock Racing                                        | Porsche 911 GT1 (Porsche 3.2 l Turbo Flat-6)                     | M      | 7                        |
| 17  | Emmanuel Collard         | JB Racing                                           | Porsche 911 GT1 (Porsche 3.2 l Turbo Flat-6)                     | M      | 1, 2, 4–7, 9–11          |
| 17  | Jürgen von Gartzen       | JB Racing                                           | Porsche 911 GT1 (Porsche 3.2 l Turbo Flat-6)                     | M      | 1, 2, 4, 5               |
| 17  | Mauro Baldi              | JB Racing                                           | Porsche 911 GT1 (Porsche 3.2 l Turbo Flat-6)                     | M      | 6, 7, 9–11               |
| 17  | Alain Ferté              | JB Racing                                           | Porsche 911 GT1 (Porsche 3.2 l Turbo Flat-6)                     | M      | 7                        |
| 18  | Pedro Lamy               | Schübel Rennsport                                   | Porsche 911 GT1 (Porsche 3.2 l Turbo Flat-6)                     | M      | 1, 2                     |
| 18  | Bob Wollek               | Schübel Rennsport                                   | Porsche 911 GT1 (Porsche 3.2 l Turbo Flat-6)                     | M      | 1, 2                     |
| 19  | Alexander Grau           | Martin Veyhle Racing                                | McLaren F1 GTR (BMW 6.0 I V12) Lotus GT1 (Lotus 3.5 l Turbo V8)  | G      | 1, 2, 5, 6, 8, 9         |
| 19  | Gerd Ruch                | Martin Veyhle Racing                                | McLaren F1 GTR (BMW 6.0 I V12) Lotus GT1 (Lotus 3.5 l Turbo V8)  | G      | 1, 2                     |
| 19  | Alexander Burgstaller    | Martin Veyhle Racing                                | McLaren F1 GTR (BMW 6.0 I V12) Lotus GT1 (Lotus 3.5 l Turbo V8)  | G      | 1                        |
| 19  | Kurt Thiim               | Martin Veyhle Racing                                | McLaren F1 GTR (BMW 6.0 I V12) Lotus GT1 (Lotus 3.5 l Turbo V8)  | G      | 5, 6                     |
| 19  | Marco Werner             | Martin Veyhle Racing                                | McLaren F1 GTR (BMW 6.0 I V12) Lotus GT1 (Lotus 3.5 l Turbo V8)  | G      | 8, 9                     |
| 20  | Éric Bernard             | DAMS Panoz                                          | Panoz GTR-1 (Ford 6.0 l V8)                                      | M      | 1, 2, 4–11               |
| 20  | Franck Lagorce           | DAMS Panoz                                          | Panoz GTR-1 (Ford 6.0 l V8)                                      | M      | 1, 2, 4–11               |
| 21  | Christophe Bouchut       | Kremer Racing                                       | Porsche 911 GT1 (Porsche 3.2 l Turbo Flat-6)                     | G      | 1, 4, 5, 8, 9            |
| 21  | Carl Rosenblad           | Kremer Racing                                       | Porsche 911 GT1 (Porsche 3.2 l Turbo Flat-6)                     | G      | 1, 4, 5, 8, 9            |
| 21  | Klaus Ludwig             | Kremer Racing                                       | Porsche 911 GT1 (Porsche 3.2 l Turbo Flat-6)                     | G      | 1                        |
| 22  | Pierluigi Martini        | BMS Scuderia Italia                                 | Porsche 911 GT1 (Porsche 3.2 l Turbo Flat-6)                     | P      | 1–6, 8, 9                |
| 22  | Christian Pescatori      | BMS Scuderia Italia                                 | Porsche 911 GT1 (Porsche 3.2 l Turbo Flat-6)                     | P      | 1–6, 8, 9                |
| 23  | Domenico Schiattarella   | GBF UK Ltd.                                         | Lotus GT1 (Lotus 3.5 l Turbo V8)                                 | M      | 1–4, 6, 8, 9             |
| 23  | Luca Badoer              | GBF UK Ltd.                                         | Lotus GT1 (Lotus 3.5 l Turbo V8)                                 | M      | 1–4, 6, 8, 9             |
| 23  | Mauro Martini            | GBF UK Ltd.                                         | Lotus GT1 (Lotus 3.5 l Turbo V8)                                 | M      | 1                        |
| 24  | Andrea Boldrini          | GBF UK Ltd.                                         | Lotus GT1 (Lotus 3.5 l Turbo V8)                                 | M      | 2–4, 6                   |
| 24  | Mauro Martini            | GBF UK Ltd.                                         | Lotus GT1 (Lotus 3.5 l Turbo V8)                                 | M      | 2, 3                     |
| 24  | Martin Stretton          | GBF UK Ltd.                                         | Lotus GT1 (Lotus 3.5 l Turbo V8)                                 | M      | 4                        |
| 24  | Ralf Kalaschek           | GBF UK Ltd.                                         | Lotus GT1 (Lotus 3.5 l Turbo V8)                                 | M      | 6, 8, 9                  |
| 24  | Max Angelelli            | GBF UK Ltd.                                         | Lotus GT1 (Lotus 3.5 l Turbo V8)                                 | M      | 8, 9                     |
| 24  | Jason Yeomans            | GBF UK Ltd.                                         | Lotus GT1 (Lotus 3.5 l Turbo V8)                                 | M      | 8                        |
| 24  | Davide Campana           | GBF UK Ltd.                                         | Lotus GT1 (Lotus 3.5 l Turbo V8)                                 | M      | 9                        |
| 25  | Jean-Luc Maury-Laribière | BBA Compétition                                     | McLaren F1 GTR (BMW 6.0 l V12)                                   | D      | 1, 4, 5, 7               |
| 25  | Olivier Thévenin         | BBA Compétition                                     | McLaren F1 GTR (BMW 6.0 l V12)                                   | D      | 1                        |
| 25  | David Velay              | BBA Compétition                                     | McLaren F1 GTR (BMW 6.0 l V12)                                   | D      | 4, 5                     |
| 25  | Bernard Chauvin          | BBA Compétition                                     | McLaren F1 GTR (BMW 6.0 l V12)                                   | D      | 5                        |
| 25  | Jun Harada               | BBA Compétition                                     | McLaren F1 GTR (BMW 6.0 l V12)                                   | D      | 7                        |
| 25  | Tomiko Yoshikawa         | BBA Compétition                                     | McLaren F1 GTR (BMW 6.0 l V12)                                   | D      | 7                        |
| 26  | Mauro Baldi              | Konrad Motorsport                                   | Porsche 911 GT1 (Porsche 3.2 l Turbo Flat-6)                     | P      | 2, 3, 5                  |
| 26  | Franz Konrad             | Konrad Motorsport                                   | Porsche 911 GT1 (Porsche 3.2 l Turbo Flat-6)                     | P      | 2, 3                     |
| 26  | Max Angelelli            | Konrad Motorsport                                   | Porsche 911 GT1 (Porsche 3.2 l Turbo Flat-6)                     | P      | 3, 5                     |
| 27  | Chris Goodwin            | Parabolica Motorsport                               | McLaren F1 GTR (BMW 6.0 l V12)                                   | M      | 2, 4–9, 11               |
| 27  | Gary Ayles               | Parabolica Motorsport                               | McLaren F1 GTR (BMW 6.0 l V12)                                   | M      | 2, 4–9, 11               |
| 27  | Stefan Johansson         | Parabolica Motorsport                               | McLaren F1 GTR (BMW 6.0 l V12)                                   | M      | 7                        |
| 29  | Eric van de Poele        | Newcastle United Lister                             | Lister Storm GTL (Jaguar 7.0 l V12)                              | D      | 10, 11                   |
| 29  | Julian Bailey            | Newcastle United Lister                             | Lister Storm GTL (Jaguar 7.0 l V12)                              | D      | 10, 11                   |
| 30  | Geoff Lister             | G-Force Strandell                                   | Porsche 911 GT1 (Porsche 3.2 l Turbo Flat-6)                     | D      | 8, 10, 11                |
| 30  | John Greasley            | G-Force Strandell                                   | Porsche 911 GT1 (Porsche 3.2 l Turbo Flat-6)                     | D      | 8, 10, 11                |
| 30  | Magnus Wallinder         | G-Force Strandell                                   | Porsche 911 GT1 (Porsche 3.2 l Turbo Flat-6)                     | D      | 8, 10, 11                |
| 31  | Steffano Buttiero        | Karl Augustin                                       | Porsche 911 GT1 Evo (Porsche 3.2 l Turbo Flat-6)                 | G      | 1–6, 8, 9                |
| 31  | Horst Felbermayr         | Karl Augustin                                       | Porsche 911 GT1 Evo (Porsche 3.2 l Turbo Flat-6)                 | G      | 1–3, 5, 6, 8, 9          |
| 31  | Karl Augustin            | Karl Augustin                                       | Porsche 911 GT1 Evo (Porsche 3.2 l Turbo Flat-6)                 | G      | 1–3                      |
| 31  | Hans-Jörg Hofer          | Karl Augustin                                       | Porsche 911 GT1 Evo (Porsche 3.2 l Turbo Flat-6)                 | G      | 4, 5, 9                  |
| 31  | Stefan Roitmayer         | Karl Augustin                                       | Porsche 911 GT1 Evo (Porsche 3.2 l Turbo Flat-6)                 | G      | 4                        |
| 31  | Horst Felbermayr Jr.     | Karl Augustin                                       | Porsche 911 GT1 Evo (Porsche 3.2 l Turbo Flat-6)                 | G      | 6, 8                     |
| 32  | Éric Graham              | Graham Racing                                       | Venturi 600LM (Renault 3.0 l Turbo V6)                           |        | 1                        |
| 32  | David Velay              | Graham Racing                                       | Venturi 600LM (Renault 3.0 l Turbo V6)                           |        | 1                        |
| 39  | Tatsuya Tanigawa         | IDC Ootsukakagu SARD                                | SARD MC8-R (Toyota 4.0 l Turbo V8)                               | Y      | 7                        |
| 39  | Yuji Tachikawa           | IDC Ootsukakagu SARD                                | SARD MC8-R (Toyota 4.0 l Turbo V8)                               | Y      | 7                        |
| 39  | Yasutaka Hinoi           | IDC Ootsukakagu SARD                                | SARD MC8-R (Toyota 4.0 l Turbo V8)                               | Y      | 7                        |
| 44  | Keiichi Tsuchiya         | Team Lark McLaren                                   | McLaren F1 GTR (BMW 6.0 l V12)                                   | M      | 7                        |
| 44  | Masanori Sekiya          | Team Lark McLaren                                   | McLaren F1 GTR (BMW 6.0 l V12)                                   | M      | 7                        |
| 44  | Akihiko Nakaya           | Team Lark McLaren                                   | McLaren F1 GTR (BMW 6.0 l V12)                                   | M      | 7                        |
| 46  | Masami Kageyama          | Team Menicon SARD                                   | SARD MC8-R (Toyota 4.0 l Turbo V8)                               | Y      | 7                        |
| 46  | Tetsuya Tanaka           | Team Menicon SARD                                   | SARD MC8-R (Toyota 4.0 l Turbo V8)                               | Y      | 7                        |

Anmerkungen
1. ↑  Der Wagen fuhr im ersten Rennen für das Team GT1 Lotus Racing Franck Muller. Die restliche Saison wurde der Wagen dann vom Team First Racing Project eingesetzt.
2. ↑  Das Team trat die ersten zwei Rennen mit einem McLaren F1 GTR an. Ab dem fünften Rennen startete das Team mit einem Lotus GT1.

### GT2-Starterfeld
| Nr. | Fahrer                    | Team                         | Fahrzeug (Motor)                                                                           | Reifen | Rennwochenende      |
| --- | ------------------------- | ---------------------------- | ------------------------------------------------------------------------------------------ | ------ | ------------------- |
| 50  | Riccardo Agusta           | Agusta Racing Team           | Callaway Corvette GT2 LM (Chevrolet 6.0 l V8) Porsche 911 GT2 (Porsche 3.6 l Turbo Flat-6) | D      | 1, 2, 4, 5          |
| 50  | Almo Coppelli             | Agusta Racing Team           | Callaway Corvette GT2 LM (Chevrolet 6.0 l V8) Porsche 911 GT2 (Porsche 3.6 l Turbo Flat-6) | D      | 1, 2, 4             |
| 50  | Michel Neugarten          | Agusta Racing Team           | Callaway Corvette GT2 LM (Chevrolet 6.0 l V8) Porsche 911 GT2 (Porsche 3.6 l Turbo Flat-6) | D      | 5, 8                |
| 50  | Bernard de Dryver         | Agusta Racing Team           | Callaway Corvette GT2 LM (Chevrolet 6.0 l V8) Porsche 911 GT2 (Porsche 3.6 l Turbo Flat-6) | D      | 5                   |
| 50  | Michel Ligonnet           | Agusta Racing Team           | Callaway Corvette GT2 LM (Chevrolet 6.0 l V8) Porsche 911 GT2 (Porsche 3.6 l Turbo Flat-6) | D      | 7                   |
| 50  | Luca Drudi                | Agusta Racing Team           | Callaway Corvette GT2 LM (Chevrolet 6.0 l V8) Porsche 911 GT2 (Porsche 3.6 l Turbo Flat-6) | D      | 7                   |
| 50  | Masahiro Kimoto           | Agusta Racing Team           | Callaway Corvette GT2 LM (Chevrolet 6.0 l V8) Porsche 911 GT2 (Porsche 3.6 l Turbo Flat-6) | D      | 7                   |
| 50  | Patrice Goueslard         | Agusta Racing Team           | Callaway Corvette GT2 LM (Chevrolet 6.0 l V8) Porsche 911 GT2 (Porsche 3.6 l Turbo Flat-6) | D      | 8                   |
| 50  | Luigino Pagotto           | Agusta Racing Team           | Callaway Corvette GT2 LM (Chevrolet 6.0 l V8) Porsche 911 GT2 (Porsche 3.6 l Turbo Flat-6) | D      | 8                   |
| 51  | Olivier Beretta           | Viper Team Oreca             | Chrysler Viper GTS-R (Chrysler 8.0 l V10)                                                  | M      | 1, 2, 4–11          |
| 51  | Philippe Gache            | Viper Team Oreca             | Chrysler Viper GTS-R (Chrysler 8.0 l V10)                                                  | M      | 1, 2, 4–11          |
| 52  | Justin Bell               | Viper Team Oreca             | Chrysler Viper GTS-R (Chrysler 8.0 l V10)                                                  | M      | 1, 2, 4–11          |
| 52  | Tommy Archer              | Viper Team Oreca             | Chrysler Viper GTS-R (Chrysler 8.0 l V10)                                                  | M      | 1, 2, 7, 10–11      |
| 52  | Marc Duez                 | Viper Team Oreca             | Chrysler Viper GTS-R (Chrysler 8.0 l V10)                                                  | M      | 4, 5                |
| 52  | Dieter Quester            | Viper Team Oreca             | Chrysler Viper GTS-R (Chrysler 8.0 l V10)                                                  | M      | 6                   |
| 52  | Hideshi Matsuda           | Viper Team Oreca             | Chrysler Viper GTS-R (Chrysler 8.0 l V10)                                                  | M      | 7                   |
| 52  | Luca Drudi                | Viper Team Oreca             | Chrysler Viper GTS-R (Chrysler 8.0 l V10)                                                  | M      | 8, 9                |
| 53  | Jari Nurminen             | Chamberlain Engineering      | Chrysler Viper GTS-R (Chrysler 8.0 l V10)                                                  | G      | 1–3                 |
| 53  | Hans Hugenholtz Jr.       | Chamberlain Engineering      | Chrysler Viper GTS-R (Chrysler 8.0 l V10)                                                  | G      | 1, 2, 4, 5          |
| 53  | Pertti Lievonen           | Chamberlain Engineering      | Chrysler Viper GTS-R (Chrysler 8.0 l V10)                                                  | G      | 3                   |
| 53  | Tim O’Kennedy             | Chamberlain Engineering      | Chrysler Viper GTS-R (Chrysler 8.0 l V10)                                                  | G      | 4, 5                |
| 53  | David Goode               | Chamberlain Engineering      | Chrysler Viper GTS-R (Chrysler 8.0 l V10)                                                  | G      | 4, 8                |
| 53  | Gerd Ruch                 | Chamberlain Engineering      | Chrysler Viper GTS-R (Chrysler 8.0 l V10)                                                  | G      | 6                   |
| 53  | Almo Coppelli             | Chamberlain Engineering      | Chrysler Viper GTS-R (Chrysler 8.0 l V10)                                                  | G      | 6                   |
| 53  | Leonardo Maddelena        | Chamberlain Engineering      | Chrysler Viper GTS-R (Chrysler 8.0 l V10)                                                  | G      | 6, 8, 9             |
| 53  | Manabu Orido              | Chamberlain Engineering      | Chrysler Viper GTS-R (Chrysler 8.0 l V10)                                                  | G      | 7                   |
| 53  | Naohiro Kawano            | Chamberlain Engineering      | Chrysler Viper GTS-R (Chrysler 8.0 l V10)                                                  | G      | 7                   |
| 53  | Yukihiro Hane             | Chamberlain Engineering      | Chrysler Viper GTS-R (Chrysler 8.0 l V10)                                                  | G      | 7                   |
| 53  | Paul Thomas               | Chamberlain Engineering      | Chrysler Viper GTS-R (Chrysler 8.0 l V10)                                                  | G      | 8                   |
| 53  | Renato Mastropietro       | Chamberlain Engineering      | Chrysler Viper GTS-R (Chrysler 8.0 l V10)                                                  | G      | 9                   |
| 53  | Piergiuseppe Peroni       | Chamberlain Engineering      | Chrysler Viper GTS-R (Chrysler 8.0 l V10)                                                  | G      | 9                   |
| 53  | Zak Brown                 | Chamberlain Engineering      | Chrysler Viper GTS-R (Chrysler 8.0 l V10)                                                  | G      | 10                  |
| 53  | Chris Gleason             | Chamberlain Engineering      | Chrysler Viper GTS-R (Chrysler 8.0 l V10)                                                  | G      | 10                  |
| 53  | Rick Fairbanks            | Chamberlain Engineering      | Chrysler Viper GTS-R (Chrysler 8.0 l V10)                                                  | G      | 10                  |
| 53  | Shane Lewis               | Chamberlain Engineering      | Chrysler Viper GTS-R (Chrysler 8.0 l V10)                                                  | G      | 11                  |
| 53  | Tim Moser                 | Chamberlain Engineering      | Chrysler Viper GTS-R (Chrysler 8.0 l V10)                                                  | G      | 11                  |
| 53  | Patrick Vuillaume         | Chamberlain Engineering      | Chrysler Viper GTS-R (Chrysler 8.0 l V10)                                                  | G      | 11                  |
| 54  | Peter Hardman             | Chamberlain Engineering      | Chrysler Viper GTS-R (Chrysler 8.0 l V10)                                                  | G      | 2                   |
| 54  | Richard Dean              | Chamberlain Engineering      | Chrysler Viper GTS-R (Chrysler 8.0 l V10)                                                  | G      | 2, 11               |
| 54  | Tim O’Kennedy             | Chamberlain Engineering      | Chrysler Viper GTS-R (Chrysler 8.0 l V10)                                                  | G      | 8, 10, 11           |
| 54  | Hans Hugenholtz Jr.       | Chamberlain Engineering      | Chrysler Viper GTS-R (Chrysler 8.0 l V10)                                                  | G      | 8                   |
| 54  | Wido Rössler              | Chamberlain Engineering      | Chrysler Viper GTS-R (Chrysler 8.0 l V10)                                                  | G      | 8                   |
| 54  | Peter Halsmer             | Chamberlain Engineering      | Chrysler Viper GTS-R (Chrysler 8.0 l V10)                                                  | G      | 10                  |
| 54  | Matthew Cohen             | Chamberlain Engineering      | Chrysler Viper GTS-R (Chrysler 8.0 l V10)                                                  | G      | 10                  |
| 55  | Helmut Reis               | Karl Augustin                | Porsche 911 GT2 (Porsche 3.6 l Turbo Flat-6)                                               | G      | 1–7                 |
| 55  | Hans-Jörg Hofer           | Karl Augustin                | Porsche 911 GT2 (Porsche 3.6 l Turbo Flat-6)                                               | G      | 1, 2                |
| 55  | Wido Rössler              | Karl Augustin                | Porsche 911 GT2 (Porsche 3.6 l Turbo Flat-6)                                               | G      | 1, 3–7, 10, 11      |
| 55  | Manfred Jurasz            | Karl Augustin                | Porsche 911 GT2 (Porsche 3.6 l Turbo Flat-6)                                               | G      | 3–6                 |
| 55  | Ernst Gschwender          | Karl Augustin                | Porsche 911 GT2 (Porsche 3.6 l Turbo Flat-6)                                               | G      | 7, 9                |
| 55  | Wolfgang Kaufmann         | Karl Augustin                | Porsche 911 GT2 (Porsche 3.6 l Turbo Flat-6)                                               | G      | 9–11                |
| 56  | Bruno Eichmann            | Roock Racing                 | Porsche 911 GT2 (Porsche 3.6 l Turbo Flat-6)                                               | M      | alle                |
| 56  | Ni Amorim                 | Roock Racing                 | Porsche 911 GT2 (Porsche 3.6 l Turbo Flat-6)                                               | M      | 1–7                 |
| 56  | Claudia Hürtgen           | Roock Racing                 | Porsche 911 GT2 (Porsche 3.6 l Turbo Flat-6)                                               | M      | 1–5, 7–10           |
| 56  | Stéphane Ortelli          | Roock Racing                 | Porsche 911 GT2 (Porsche 3.6 l Turbo Flat-6)                                               | M      | 8, 9, 11            |
| 57  | François Lefon            | Roock Racing                 | Porsche 911 GT2 (Porsche 3.6 l Turbo Flat-6)                                               | M      | 1–3, 5, 8           |
| 57  | Jean-Marc Smadja          | Roock Racing                 | Porsche 911 GT2 (Porsche 3.6 l Turbo Flat-6)                                               | M      | 1, 2, 5             |
| 57  | Stéphane Ortelli          | Roock Racing                 | Porsche 911 GT2 (Porsche 3.6 l Turbo Flat-6)                                               | M      | 1, 2, 4–6           |
| 57  | Jean-Pierre Jarier        | Roock Racing                 | Porsche 911 GT2 (Porsche 3.6 l Turbo Flat-6)                                               | M      | 3                   |
| 57  | Hugh Price                | Roock Racing                 | Porsche 911 GT2 (Porsche 3.6 l Turbo Flat-6)                                               | M      | 4                   |
| 57  | John Robinson             | Roock Racing                 | Porsche 911 GT2 (Porsche 3.6 l Turbo Flat-6)                                               | M      | 4                   |
| 57  | Bruno Eichmann            | Roock Racing                 | Porsche 911 GT2 (Porsche 3.6 l Turbo Flat-6)                                               | M      | 6                   |
| 57  | Claudia Hürtgen           | Roock Racing                 | Porsche 911 GT2 (Porsche 3.6 l Turbo Flat-6)                                               | M      | 6, 11               |
| 57  | Pedro Chaves              | Roock Racing                 | Porsche 911 GT2 (Porsche 3.6 l Turbo Flat-6)                                               | M      | 7–9                 |
| 57  | Robert Nearn              | Roock Racing                 | Porsche 911 GT2 (Porsche 3.6 l Turbo Flat-6)                                               | M      | 7                   |
| 57  | Hisashi Wada              | Roock Racing                 | Porsche 911 GT2 (Porsche 3.6 l Turbo Flat-6)                                               | M      | 7                   |
| 57  | Ni Amorim                 | Roock Racing                 | Porsche 911 GT2 (Porsche 3.6 l Turbo Flat-6)                                               | M      | 8–10                |
| 57  | Patrice Goueslard         | Roock Racing                 | Porsche 911 GT2 (Porsche 3.6 l Turbo Flat-6)                                               | M      | 9                   |
| 57  | Uwe Alzen                 | Roock Racing                 | Porsche 911 GT2 (Porsche 3.6 l Turbo Flat-6)                                               | M      | 10, 11              |
| 87  | John Robinson             | Roock Racing                 | Porsche 911 GT2 (Porsche 3.6 l Turbo Flat-6)                                               | M      | 8, 9, 11            |
| 87  | Richard Nearn             | Roock Racing                 | Porsche 911 GT2 (Porsche 3.6 l Turbo Flat-6)                                               | M      | 8                   |
| 87  | Michel Ligonnet           | Roock Racing                 | Porsche 911 GT2 (Porsche 3.6 l Turbo Flat-6)                                               | M      | 8                   |
| 87  | Hugh Price                | Roock Racing                 | Porsche 911 GT2 (Porsche 3.6 l Turbo Flat-6)                                               | M      | 9, 11               |
| 87  | Mike Martin               | Roock Racing                 | Porsche 911 GT2 (Porsche 3.6 l Turbo Flat-6)                                               | M      | 9                   |
| 87  | André Ahrlé               | Roock Racing                 | Porsche 911 GT2 (Porsche 3.6 l Turbo Flat-6)                                               | M      | 10, 11              |
| 87  | Pedro Chaves              | Roock Racing                 | Porsche 911 GT2 (Porsche 3.6 l Turbo Flat-6)                                               | M      | 10                  |
| 58  | Manuel Monteiro           | Estoril Racing Team          | Porsche 911 GT2 (Porsche 3.6 l Turbo Flat-6)                                               |        | 1, 2, 4, 5, 7, 9–11 |
| 58  | Michel Monteiro           | Estoril Racing Team          | Porsche 911 GT2 (Porsche 3.6 l Turbo Flat-6)                                               |        | 1, 2, 4, 5, 7, 9–11 |
| 58  | Henri-Louis Maunoir       | Estoril Racing Team          | Porsche 911 GT2 (Porsche 3.6 l Turbo Flat-6)                                               | 7      |                     |
| 59  | Cor Euser                 | Marcos Racing International  | Marcos LM600 (Chevrolet 5.9 l V8)                                                          | D      | alle                |
| 59  | Harald Becker             | Marcos Racing International  | Marcos LM600 (Chevrolet 5.9 l V8)                                                          | D      | alle                |
| 59  | Herman Buurman            | Marcos Racing International  | Marcos LM600 (Chevrolet 5.9 l V8)                                                          | D      | 7                   |
| 60  | Toon van de Haterd        | Marcos Racing International  | Marcos LM600 (Chevrolet 5.9 l V8)                                                          | D      | 1                   |
| 60  | Bert Ploeg                | Marcos Racing International  | Marcos LM600 (Chevrolet 5.9 l V8)                                                          | D      | 1                   |
| 60  | Christian Vann            | Marcos Racing International  | Marcos LM600 (Chevrolet 5.9 l V8)                                                          | D      | 2, 8                |
| 60  | John Schumann             | Marcos Racing International  | Marcos LM600 (Chevrolet 5.9 l V8)                                                          | D      | 2                   |
| 60  | Ville-Pertti Teuronen     | Marcos Racing International  | Marcos LM600 (Chevrolet 5.9 l V8)                                                          | D      | 3                   |
| 60  | Teijo Lahti               | Marcos Racing International  | Marcos LM600 (Chevrolet 5.9 l V8)                                                          | D      | 3                   |
| 60  | Thomas Erdos              | Marcos Racing International  | Marcos LM600 (Chevrolet 5.9 l V8)                                                          | D      | 8                   |
| 60  | Marco Simoncini           | Marcos Racing International  | Marcos LM600 (Chevrolet 5.9 l V8)                                                          | D      | 9                   |
| 60  | Alfons Taels              | Marcos Racing International  | Marcos LM600 (Chevrolet 5.9 l V8)                                                          | D      | 9                   |
| 60  | Martijn Koene             | Marcos Racing International  | Marcos LM600 (Chevrolet 5.9 l V8)                                                          | D      | 10, 11              |
| 60  | Angelo Zadra              | Marcos Racing International  | Marcos LM600 (Chevrolet 5.9 l V8)                                                          | D      | 10                  |
| 60  | Rob Wilson                | Marcos Racing International  | Marcos LM600 (Chevrolet 5.9 l V8)                                                          | D      | 11                  |
| 61  | Enzo Calderari            | Stadler Motorsport           | Porsche 911 GT2 (Porsche 3.6 l Turbo Flat-6)                                               | P      | 1, 4, 10, 11        |
| 61  | Lilian Bryner             | Stadler Motorsport           | Porsche 911 GT2 (Porsche 3.6 l Turbo Flat-6)                                               | P      | 1, 4, 10, 11        |
| 61  | Ulli Richter              | Stadler Motorsport           | Porsche 911 GT2 (Porsche 3.6 l Turbo Flat-6)                                               | P      | 4, 11               |
| 62  | Denis Lay                 | Stadler Motorsport           | Porsche 911 GT2 (Porsche 3.6 l Turbo Flat-6)                                               | P      | 1, 2, 4, 5, 7, 9–11 |
| 62  | Axel Röhr                 | Stadler Motorsport           | Porsche 911 GT2 (Porsche 3.6 l Turbo Flat-6)                                               | P      | 1, 2, 4, 5, 9       |
| 62  | Uwe Sick                  | Stadler Motorsport           | Porsche 911 GT2 (Porsche 3.6 l Turbo Flat-6)                                               | P      | 1, 2, 5, 7, 9–11    |
| 62  | Bruno Michelotti          | Stadler Motorsport           | Porsche 911 GT2 (Porsche 3.6 l Turbo Flat-6)                                               | P      | 4                   |
| 62  | Franz Hunkeler            | Stadler Motorsport           | Porsche 911 GT2 (Porsche 3.6 l Turbo Flat-6)                                               | P      | 7                   |
| 63  | Bernhard Müller           | Krauss Motorsport            | Porsche 911 GT2 (Porsche 3.6 l Turbo Flat-6)                                               | P      | 1–6, 8–11           |
| 63  | Michael Trunk             | Krauss Motorsport            | Porsche 911 GT2 (Porsche 3.6 l Turbo Flat-6)                                               | P      | 1–6, 8–11           |
| 63  | Nigel Smith               | Krauss Motorsport            | Porsche 911 GT2 (Porsche 3.6 l Turbo Flat-6)                                               | P      | 7                   |
| 63  | Takashi Suzuki            | Krauss Motorsport            | Porsche 911 GT2 (Porsche 3.6 l Turbo Flat-6)                                               | P      | 7                   |
| 63  | Sumio Sakurai             | Krauss Motorsport            | Porsche 911 GT2 (Porsche 3.6 l Turbo Flat-6)                                               | P      | 7                   |
| 64  | Tomás Saldaña             | Kremer Racing                | Porsche 911 GT2 (Porsche 3.6 l Turbo Flat-6)                                               | G      | 1, 2, 6, 8, 9       |
| 64  | Alfonso de Orléans-Borbón | Kremer Racing                | Porsche 911 GT2 (Porsche 3.6 l Turbo Flat-6)                                               | G      | 1, 2, 6, 8, 9       |
| 64  | Carl Rosenblad            | Kremer Racing                | Porsche 911 GT2 (Porsche 3.6 l Turbo Flat-6)                                               | G      | 2                   |
| 64  | Christophe Bouchut        | Kremer Racing                | Porsche 911 GT2 (Porsche 3.6 l Turbo Flat-6)                                               | G      | 6                   |
| 65  | Raffaele Sangiuolo        | RWS                          | Porsche 911 GT2 (Porsche 3.6 l Turbo Flat-6)                                               |        | 1, 2, 4–6, 9        |
| 65  | Luca Riccitelli           | RWS                          | Porsche 911 GT2 (Porsche 3.6 l Turbo Flat-6)                                               |        | 1, 2, 4–6, 9        |
| 65  | Wolfgang Münster          | RWS                          | Porsche 911 GT2 (Porsche 3.6 l Turbo Flat-6)                                               | 1      |                     |
| 65  | Charles Margueron         | RWS                          | Porsche 911 GT2 (Porsche 3.6 l Turbo Flat-6)                                               | 2      |                     |
| 65  | Benno Rottenfusser        | RWS                          | Porsche 911 GT2 (Porsche 3.6 l Turbo Flat-6)                                               | 5, 6   |                     |
| 65  | Mario Spagnoli            | RWS                          | Porsche 911 GT2 (Porsche 3.6 l Turbo Flat-6)                                               | 9      |                     |
| 66  | Franz Konrad              | Konrad Motorsport            | Porsche 911 GT2 (Porsche 3.6 l Turbo Flat-6)                                               | P      | 1, 4–8, 10, 11      |
| 66  | Philipp Peter             | Konrad Motorsport            | Porsche 911 GT2 (Porsche 3.6 l Turbo Flat-6)                                               | P      | 1                   |
| 66  | Uwe Alzen                 | Konrad Motorsport            | Porsche 911 GT2 (Porsche 3.6 l Turbo Flat-6)                                               | P      | 1                   |
| 66  | Toni Seiler               | Konrad Motorsport            | Porsche 911 GT2 (Porsche 3.6 l Turbo Flat-6)                                               | P      | 2–6, 8–11           |
| 66  | Marco Spinelli            | Konrad Motorsport            | Porsche 911 GT2 (Porsche 3.6 l Turbo Flat-6)                                               | P      | 2, 3, 9             |
| 66  | Richard Nearn             | Konrad Motorsport            | Porsche 911 GT2 (Porsche 3.6 l Turbo Flat-6)                                               | P      | 2                   |
| 66  | Michel Ligonnet           | Konrad Motorsport            | Porsche 911 GT2 (Porsche 3.6 l Turbo Flat-6)                                               | P      | 3                   |
| 66  | Bert Ploeg                | Konrad Motorsport            | Porsche 911 GT2 (Porsche 3.6 l Turbo Flat-6)                                               | P      | 4                   |
| 66  | Gerd Ruch                 | Konrad Motorsport            | Porsche 911 GT2 (Porsche 3.6 l Turbo Flat-6)                                               | P      | 5                   |
| 66  | Wolfgang Kaufmann         | Konrad Motorsport            | Porsche 911 GT2 (Porsche 3.6 l Turbo Flat-6)                                               | P      | 7                   |
| 66  | Seiichi Sodeyama          | Konrad Motorsport            | Porsche 911 GT2 (Porsche 3.6 l Turbo Flat-6)                                               | P      | 7                   |
| 66  | André Ahrlé               | Konrad Motorsport            | Porsche 911 GT2 (Porsche 3.6 l Turbo Flat-6)                                               | P      | 8                   |
| 66  | Nick Ham                  | Konrad Motorsport            | Porsche 911 GT2 (Porsche 3.6 l Turbo Flat-6)                                               | P      | 11                  |
| 67  | Marco Spinelli            | Konrad Motorsport            | Porsche 911 GT2 (Porsche 3.6 l Turbo Flat-6)                                               | P      | 1, 5                |
| 67  | Michel Ligonnet           | Konrad Motorsport            | Porsche 911 GT2 (Porsche 3.6 l Turbo Flat-6)                                               | P      | 1                   |
| 67  | Toni Seiler               | Konrad Motorsport            | Porsche 911 GT2 (Porsche 3.6 l Turbo Flat-6)                                               | P      | 1                   |
| 67  | Kelly Collins             | Konrad Motorsport            | Porsche 911 GT2 (Porsche 3.6 l Turbo Flat-6)                                               | P      | 5                   |
| 67  | Barry Waddell             | Konrad Motorsport            | Porsche 911 GT2 (Porsche 3.6 l Turbo Flat-6)                                               | P      | 5                   |
| 67  | Martin Snow               | Konrad Motorsport            | Porsche 911 GT2 (Porsche 3.6 l Turbo Flat-6)                                               | P      | 10                  |
| 67  | Karel Dolejší             | Konrad Motorsport            | Porsche 911 GT2 (Porsche 3.6 l Turbo Flat-6)                                               | P      | 10                  |
| 68  | Angelo Zadra              | Angelo Zadra                 | Porsche 911 GT2 (Porsche 3.6 l Turbo Flat-6)                                               | P      | 1, 2, 4, 5, 9       |
| 68  | Leonardo Maddalena        | Angelo Zadra                 | Porsche 911 GT2 (Porsche 3.6 l Turbo Flat-6)                                               | P      | 1, 2, 4, 5          |
| 68  | Marco Brand               | Angelo Zadra                 | Porsche 911 GT2 (Porsche 3.6 l Turbo Flat-6)                                               | P      | 1                   |
| 68  | Renato Mastropietro       | Angelo Zadra                 | Porsche 911 GT2 (Porsche 3.6 l Turbo Flat-6)                                               | P      | 2, 4, 5             |
| 68  | Philipp Peter             | Angelo Zadra                 | Porsche 911 GT2 (Porsche 3.6 l Turbo Flat-6)                                               | P      | 9                   |
| 69  | Gerold Ried               | Proton Competition           | Porsche 911 GT2 (Porsche 3.6 l Turbo Flat-6)                                               | P      | alle                |
| 69  | Patrick Vuillaume         | Proton Competition           | Porsche 911 GT2 (Porsche 3.6 l Turbo Flat-6)                                               | P      | 1–10                |
| 69  | Ernst Gschwinder          | Proton Competition           | Porsche 911 GT2 (Porsche 3.6 l Turbo Flat-6)                                               | P      | 1                   |
| 69  | Manfred Jurasz            | Proton Competition           | Porsche 911 GT2 (Porsche 3.6 l Turbo Flat-6)                                               | P      | 7–11                |
| 70  | Rainer Bonnetsmüller      | Dellenbach Motorsport        | Porsche 911 GT2 (Porsche 3.6 l Turbo Flat-6)                                               | D      | 1, 2, 4, 6, 8–11    |
| 70  | Manfred Jurasz            | Dellenbach Motorsport        | Porsche 911 GT2 (Porsche 3.6 l Turbo Flat-6)                                               | D      | 1, 2                |
| 70  | Günther Blieninger        | Dellenbach Motorsport        | Porsche 911 GT2 (Porsche 3.6 l Turbo Flat-6)                                               | D      | 1, 4–6, 8, 9        |
| 70  | Wolfgang Treml            | Dellenbach Motorsport        | Porsche 911 GT2 (Porsche 3.6 l Turbo Flat-6)                                               | D      | 4, 5                |
| 70  | Klaus Horn                | Dellenbach Motorsport        | Porsche 911 GT2 (Porsche 3.6 l Turbo Flat-6)                                               | D      | 5, 6, 8–11          |
| 71  | Luca Drudi                | GT Racing Team               | Porsche 911 GT2 (Porsche 3.6 l Turbo Flat-6)                                               |        | 1, 4–6              |
| 71  | Luigino Pagotto           | GT Racing Team               | Porsche 911 GT2 (Porsche 3.6 l Turbo Flat-6)                                               |        | 1, 4–6              |
| 72  | Jean-Claude Lagniez       | Elf Haberthur Racing         | Porsche 911 GT2 (Porsche 3.6 l Turbo Flat-6)                                               | D      | 1                   |
| 72  | Guy Martinolle            | Elf Haberthur Racing         | Porsche 911 GT2 (Porsche 3.6 l Turbo Flat-6)                                               | D      | 1                   |
| 72  | Michel Neugarten          | Elf Haberthur Racing         | Porsche 911 GT2 (Porsche 3.6 l Turbo Flat-6)                                               | D      | 10, 11              |
| 72  | Guy Ligonnet              | Elf Haberthur Racing         | Porsche 911 GT2 (Porsche 3.6 l Turbo Flat-6)                                               | D      | 10                  |
| 72  | Will Pace                 | Elf Haberthur Racing         | Porsche 911 GT2 (Porsche 3.6 l Turbo Flat-6)                                               | D      | 10                  |
| 72  | Stéphane de Groodt        | Elf Haberthur Racing         | Porsche 911 GT2 (Porsche 3.6 l Turbo Flat-6)                                               | D      | 11                  |
| 73  | Fred Rosterg              | Seikel Motorsport            | Porsche 911 GT2 (Porsche 3.6 l Turbo Flat-6)                                               |        | 1, 4                |
| 73  | Ruggero Grassi            | Seikel Motorsport            | Porsche 911 GT2 (Porsche 3.6 l Turbo Flat-6)                                               | 1      |                     |
| 73  | Renato Mastropietro       | Seikel Motorsport            | Porsche 911 GT2 (Porsche 3.6 l Turbo Flat-6)                                               | 1      |                     |
| 73  | Wolfgang Haugg            | Seikel Motorsport            | Porsche 911 GT2 (Porsche 3.6 l Turbo Flat-6)                                               | 4      |                     |
| 73  | Giuseppe Quargenten       | Seikel Motorsport            | Porsche 911 GT2 (Porsche 3.6 l Turbo Flat-6)                                               | 4      |                     |
| 73  | Bruno Michelotti          | Seikel Motorsport            | Porsche 911 GT2 (Porsche 3.6 l Turbo Flat-6)                                               | 9      |                     |
| 73  | Jacques Corbet            | Seikel Motorsport            | Porsche 911 GT2 (Porsche 3.6 l Turbo Flat-6)                                               | 9      |                     |
| 73  | Andrew Bagnall            | Seikel Motorsport            | Porsche 911 GT2 (Porsche 3.6 l Turbo Flat-6)                                               | 9      |                     |
| 75  | Geoff Lister              | G-Force Strandell            | Porsche 911 GT2 (Porsche 3.6 l Turbo Flat-6)                                               | D      | 2, 4, 5             |
| 75  | John Greasley             | G-Force Strandell            | Porsche 911 GT2 (Porsche 3.6 l Turbo Flat-6)                                               | D      | 2, 4, 5             |
| 75  | Magnus Wallinder          | G-Force Strandell            | Porsche 911 GT2 (Porsche 3.6 l Turbo Flat-6)                                               | D      | 4, 5                |
| 75  | Nigel Barrett             | G-Force Strandell            | Porsche 911 GT2 (Porsche 3.6 l Turbo Flat-6)                                               | D      | 8                   |
| 75  | Koit Veertee              | G-Force Strandell            | Porsche 911 GT2 (Porsche 3.6 l Turbo Flat-6)                                               | D      | 8                   |
| 76  | Steve O’Rourke            | Steve O’Rourke               | Porsche 911 GT2 (Porsche 3.6 l Turbo Flat-6)                                               | D      | 2                   |
| 76  | Win Percy                 | Steve O’Rourke               | Porsche 911 GT2 (Porsche 3.6 l Turbo Flat-6)                                               | D      | 2                   |
| 76  | Tim Sugden                | Steve O’Rourke               | Porsche 911 GT2 (Porsche 3.6 l Turbo Flat-6)                                               | D      | 2                   |
| 77  | Steve Saleen              | Saleen-Allen Speedlab Cirtek | Saleen Mustang SR (Ford 5.9 l V8)                                                          | D      | 2                   |
| 77  | Price Cobb                | Saleen-Allen Speedlab Cirtek | Saleen Mustang SR (Ford 5.9 l V8)                                                          | D      | 2                   |
| 77  | Carlos Palau              | Saleen-Allen Speedlab Cirtek | Saleen Mustang SR (Ford 5.9 l V8)                                                          | D      | 2                   |
| 77  | Peter Owen                | Saleen-Allen Speedlab Cirtek | Saleen Mustang SR (Ford 5.9 l V8)                                                          | D      | 5, 8–10             |
| 77  | James Kaye                | Saleen-Allen Speedlab Cirtek | Saleen Mustang SR (Ford 5.9 l V8)                                                          | D      | 5                   |
| 77  | Guy Smith                 | Saleen-Allen Speedlab Cirtek | Saleen Mustang SR (Ford 5.9 l V8)                                                          | D      | 5                   |
| 77  | Mark Peters               | Saleen-Allen Speedlab Cirtek | Saleen Mustang SR (Ford 5.9 l V8)                                                          | D      | 8, 9                |
| 77  | Jonathan Baker            | Saleen-Allen Speedlab Cirtek | Saleen Mustang SR (Ford 5.9 l V8)                                                          | D      | 8                   |
| 77  | Robert Schirle            | Saleen-Allen Speedlab Cirtek | Saleen Mustang SR (Ford 5.9 l V8)                                                          | D      | 9–11                |
| 77  | Christian Vann            | Saleen-Allen Speedlab Cirtek | Saleen Mustang SR (Ford 5.9 l V8)                                                          | D      | 10, 11              |
| 78  | Allen Lloyd               | Saleen-Allen Speedlab Cirtek | Saleen Mustang SR (Ford 5.9 l V8)                                                          | D      | 2, 5                |
| 78  | Robert Schirle            | Saleen-Allen Speedlab Cirtek | Saleen Mustang SR (Ford 5.9 l V8)                                                          | D      | 2, 8                |
| 78  | David Warnock             | Saleen-Allen Speedlab Cirtek | Saleen Mustang SR (Ford 5.9 l V8)                                                          | D      | 2, 8                |
| 78  | Thomas Erdos              | Saleen-Allen Speedlab Cirtek | Saleen Mustang SR (Ford 5.9 l V8)                                                          | D      | 5                   |
| 78  | Richard Dean              | Saleen-Allen Speedlab Cirtek | Saleen Mustang SR (Ford 5.9 l V8)                                                          | D      | 8                   |
| 79  | Peter Owen                | Saleen-Allen Speedlab Cirtek | Saleen Mustang SR (Ford 5.9 l V8)                                                          | D      | 2                   |
| 79  | James Kaye                | Saleen-Allen Speedlab Cirtek | Saleen Mustang SR (Ford 5.9 l V8)                                                          | D      | 2                   |
| 79  | Richard Piper             | Saleen-Allen Speedlab Cirtek | Saleen Mustang SR (Ford 5.9 l V8)                                                          | D      | 2                   |
| 80  | William Wykeham           | Charles Morgan               | Morgan Plus 8 GTR (Rover 3.9 l V8)                                                         | D      | 2, 3, 5, 8, 10, 11  |
| 80  | Charles Morgan            | Charles Morgan               | Morgan Plus 8 GTR (Rover 3.9 l V8)                                                         | D      | 2, 3, 5, 8          |
| 80  | Tony Dron                 | Charles Morgan               | Morgan Plus 8 GTR (Rover 3.9 l V8)                                                         | D      | 10                  |
| 80  | Mark Hales                | Charles Morgan               | Morgan Plus 8 GTR (Rover 3.9 l V8)                                                         | D      | 11                  |
| 80  | David Vegher              | Charles Morgan               | Morgan Plus 8 GTR (Rover 3.9 l V8)                                                         | D      | 11                  |
| 81  | Michael Eschmann          | Michael Eschmann             | Porsche 911 GT2 (Porsche 3.6 l Turbo Flat-6)                                               |        | 4                   |
| 81  | Paul Hulverscheid         | Michael Eschmann             | Porsche 911 GT2 (Porsche 3.6 l Turbo Flat-6)                                               |        | 4                   |
| 81  | Gunter Döbler             | Michael Eschmann             | Porsche 911 GT2 (Porsche 3.6 l Turbo Flat-6)                                               |        | 4                   |
| 82  | Colin Blower              | TVR                          | TVR Cerbera (TVR 4.5 l R6)                                                                 | D      | 8                   |
| 82  | Jamie Campbell-Walter     | TVR                          | TVR Cerbera (TVR 4.5 l R6)                                                                 | D      | 8                   |
| 83  | Patrice Goueslard         | Larbre Compétition           | Porsche 911 GT2 (Porsche 3.6 l Turbo Flat-6)                                               |        | 7                   |
| 83  | Jean-Luc Chéreau          | Larbre Compétition           | Porsche 911 GT2 (Porsche 3.6 l Turbo Flat-6)                                               |        | 7                   |
| 83  | Jack Leconte              | Larbre Compétition           | Porsche 911 GT2 (Porsche 3.6 l Turbo Flat-6)                                               |        | 7                   |
| 84  | Hajime Ooshiro            | NSX Dream 28 Competition     | Honda NSX (Honda 3.2 l V6)                                                                 |        | 7                   |
| 84  | Masayoshi Furuya          | NSX Dream 28 Competition     | Honda NSX (Honda 3.2 l V6)                                                                 |        | 7                   |
| 84  | Shigekazu Saeki           | NSX Dream 28 Competition     | Honda NSX (Honda 3.2 l V6)                                                                 |        | 7                   |
| 85  | Takeshi Yuasa             | Team Signal                  | Nissan Silvia (Nissan 2.0 l Turbo R4)                                                      |        | 7                   |
| 85  | Kiyoaki Hanai             | Team Signal                  | Nissan Silvia (Nissan 2.0 l Turbo R4)                                                      |        | 7                   |
| 85  | Akio Tomita               | Team Signal                  | Nissan Silvia (Nissan 2.0 l Turbo R4)                                                      |        | 7                   |
| 86  | Nick Car                  | Millennium Motorsport        | Marcos LM600 (Chevrolet 5.9 l V8)                                                          | D      | 8                   |
| 86  | Ian Astley                | Millennium Motorsport        | Marcos LM600 (Chevrolet 5.9 l V8)                                                          | D      | 8                   |
| 86  | Andy Purvis               | Millennium Motorsport        | Marcos LM600 (Chevrolet 5.9 l V8)                                                          | D      | 8                   |
| 88  | Scott Maxwell             | Prova Motorsport             | Porsche 911 GT2 (Porsche 3.6 l Turbo Flat-6)                                               |        | 10                  |
| 88  | Scott Peeler              | Prova Motorsport             | Porsche 911 GT2 (Porsche 3.6 l Turbo Flat-6)                                               |        | 10                  |
| 95  | Steve Saleen              | Saleen-Allen Speedlab        | Saleen Mustang SR (Ford 5.9 l V8)                                                          |        | 11                  |
| 95  | Carlos Palau              | Saleen-Allen Speedlab        | Saleen Mustang SR (Ford 5.9 l V8)                                                          |        | 11                  |
| 97  | Dirk Layer                | GMB Motorsport               | Porsche 911 GT2 (Porsche 3.6 l Turbo Flat-6)                                               |        | 11                  |
| 97  | Cort Wagner               | GMB Motorsport               | Porsche 911 GT2 (Porsche 3.6 l Turbo Flat-6)                                               |        | 11                  |
| 97  | Kelly Collins             | GMB Motorsport               | Porsche 911 GT2 (Porsche 3.6 l Turbo Flat-6)                                               |        | 11                  |

Anmerkungen
1. ↑  Das Team fuhr die ersten vier Rennen mit einer Callaway Corvette GT2 LM. Die restliche Saison fuhr es mit einem Porsche 911 GT2.

## Rennkalender und Ergebnisse
| Runde | Rennen (Strecke)                                         | Datum         | Pole-Position                     | Schnellste Runde | Gesamtsieger                                      | Fahrzeug              |
| ----- | -------------------------------------------------------- | ------------- | --------------------------------- | ---------------- | ------------------------------------------------- | --------------------- |
| 1     | 4-Stunden-Rennen von Hockenheim Hockenheimring           | 13. April     | Bernd Schneider Alexander Wurz    | JJ Lehto         | JJ Lehto Steve Soper                              | McLaren F1 GTR        |
| 2     | 4-Stunden-Rennen von Silverstone Silverstone             | 11. Mai       | Bernd Schneider Alexander Wurz    | Pedro Lamy       | Roberto Ravaglia Peter Kox                        | McLaren F1 GTR        |
| 3     | 3-Stunden-Rennen von Helsinki Helsinki Thunder           | 25. Mai       | JJ Lehto Steve Soper              | Bernd Schneider  | JJ Lehto Steve Soper                              | McLaren F1 GTR        |
| 4     | 4-Stunden-Rennen auf dem Nürburgring Nürburgring         | 29. Juni      | Bernd Schneider Klaus Ludwig      | Bernd Schneider  | Bernd Schneider Klaus Ludwig                      | Mercedes-Benz CLK GTR |
| 5     | 4-Stunden-Rennen von Spa-Francorchamps Spa-Francorchamps | 20. Juli      | JJ Lehto Steve Soper              | Bernd Schneider  | JJ Lehto Steve Soper                              | McLaren F1 GTR        |
| 6     | 4-Stunden-Rennen von Zeltweg A1-Ring                     | 3. August     | Alessandro Nannini Marcel Tiemann | Klaus Ludwig     | Bernd Schneider Klaus Ludwig Bernd Mayländer      | Mercedes-Benz CLK GTR |
| 7     | 1000-km-Rennen von Suzuka Suzuka                         | 24. August    | Klaus Ludwig Bernd Mayländer      | Klaus Ludwig     | Bernd Schneider Alessandro Nannini Marcel Tiemann | Mercedes-Benz CLK GTR |
| 8     | 4-Stunden-Rennen von Donington Donington Park            | 14. September | Bernd Schneider Alexander Wurz    | Bernd Schneider  | Bernd Schneider Alexander Wurz                    | Mercedes-Benz CLK GTR |
| 9     | 4-Stunden-Rennen von Mugello Mugello                     | 28. September | Bernd Schneider Alexander Wurz    | Bernd Schneider  | JJ Lehto Steve Soper                              | McLaren F1 GTR        |
| 10    | 4-Stunden-Rennen von Sebring Sebring                     | 18. Oktober   | Steve Soper JJ Lehto              | Peter Kox        | Bernd Scheinder Klaus Ludwig                      | Mercedes-Benz CLK GTR |
| 11    | 3-Stunden-Rennen von Laguna Seca Laguna Seca             | 26. Oktober   | Alexander Wurz Greg Moore         | Yannick Dalmas   | Bernd Scheinder Klaus Ludwig                      | Mercedes-Benz CLK GTR |

## Meisterschaftsergebnisse

### Punktesystem
Punkte wurden an die ersten 6 klassifizierten Fahrer in folgender Anzahl vergeben:
| Platz  | 1. | 2. | 3. | 4. | 5. | 6. |
| Punkte | 10 | 6  | 4  | 3  | 2  | 1  |

Die Teams erhielten für alle klassifizierten Rennwagen Punkte. Für eine Klassifizierung mussten die Fahrzeuge unter den ersten 6 Plätze fahren und mindestens 75 % der Renndistanz zurücklegen.

### GT1-Fahrerwertung
| Platz | Fahrer                | HOC | SIL | HEL | NÜR | SPA | ZEL | SUZ | DON | MUG | SEB | LAG | Punkte |
| ----- | --------------------- | --- | --- | --- | --- | --- | --- | --- | --- | --- | --- | --- | ------ |
| 1     | Bernd Schneider       | DNF | 2   | 8   | 1   | 2   | 1   | 1   | 1   | DNF | 1   | 1   | 72     |
| 2     | Steve Soper           | 1   | 3   | 1   | 3   | 1   | 3   | 4   | 3   | 1   | 14  | 11  | 59     |
| 3     | JJ Lehto              | 1   | 3   | 1   | 3   | 1   | 3   | 4   | 3   | 1   | 14  | DNF | 59     |
| 4     | Klaus Ludwig          | 8   |     | 11  | 1   | 5   | 1   | 2   | 4   | 9   | 1   | 1   | 51     |
| 5     | Alessandro Nannini    | 13  | 13  | 11  | 2   | 11  | 2   | 1   | 2   | 2   | DNF | 8   | 34     |
| 6     | Marcel Tiemann        | 13  | 13  |     | 2   | 11  | 2   | 1   | 2   | 2   | DNF | 8   | 34     |
| 7     | Pierre-Henri Raphanel | 2   | 4   | 4   | 5   | DNF | 5   | 3   | 6   | 6   | 5   | 4   | 27     |
| 8     | Roberto Ravaglia      | DNF | 1   | 10  | 4   | 4   | DNF | 8   | 5   | 5   | 2   | 11  | 26     |
| 9     | Peter Kox             | DNF | 1   | 10  | 4   | 4   | DNF | 8   | 5   | 5   | 2   | DNF | 26     |
| 10    | Alexander Wurz        | DNF | 2   | 8   |     | 2   | 4   | 7   | 1   | DNF | 7   | 7   | 25     |
| 11    | Jean-Marc Gounon      | 2   | DNS | 4   | 5   | DNF |     | 3   | 6   | 6   | 5   | 4   | 22     |
| 12    | Bob Wollek            | 6   | 7   |     | 17  | 3   | 6   | 5   | 15  | 3   | 4   | 2   | 21     |
| 13    | Bernd Mayländer       |     |     |     | DNF |     | 1   | 2   | 4   | 9   |     |     | 19     |
| 14    | Yannick Dalmas        | 5   | DNF |     | 17  | 3   | 7   | 10  | 15  | 3   | 4   | 2   | 19     |
| 15    | Thierry Boutsen       | 4   | 5   |     | 10  | 3   | 6   | 5   | 11  | 4   | 6   | 5   | 18     |
| 16    | Ralf Kelleners        | 5   | Ret | 2   | DNF | 7   | 13  | 13  |     | 4   |     | 3   | 15     |
| 17    | Hans-Joachim Stuck    | 4   | 5   |     | 10  | DNF |     | 5   | 11  |     | 6   | 5   | 10     |
| 18    | John Nielsen          | 3   | 8   | 3   | 7   | DNF | DNF | 6   |     | 14  | 12  | 10  | 9      |
| 19    | Thomas Bscher         | 3   | 8   | 3   | 7   | DNF | DNF | DNS |     | 14  | 12  | 10  | 8      |
| 20    | Anders Olofsson       |     |     |     | DNF | DNF | 5   | 3   | 7   | 8   | 10  | 6   | 7      |
| 21    | Andrew Gilbert-Scott  | DNF | 4   | 4   | DNF | DNF | DNF | 6   |     |     |     |     | 7      |
| 22    | Stéphane Ortelli      |     |     | 2   | DNF | 7   |     |     |     |     |     |     | 6      |
| 23    | Allan McNish          |     |     |     |     |     | 7   | 10  |     |     |     | 3   | 4      |
| 24    | David Brabham         | DNS | 10  |     | 13  | DNS | 11  | 12  | 8   | 10  | 3   | DSQ | 4      |
| 24    | Perry McCarthy        | DNS | 10  |     | 13  | DNS | 11  | 12  | 8   | 10  | 3   | DSQ | 4      |
| 25    | Ray Bellm             | DNF | 4   |     |     |     |     |     |     |     |     |     | 3      |
| 26    | Gary Ayles            |     | 6   |     | 6   | 6   | DNF | DNF | 13  | 13  |     | DNF | 3      |
| 26    | Chris Goodwin         |     | 6   |     | 6   | 6   | DNF | DNF | 13  | 13  |     | DNF | 3      |
| 27    | Andrea Boldrini       |     | 14  | 5   | 15  |     | DNF |     |     |     |     |     | 2      |
| 28    | Mauro Martini         | DNF | 14  | 5   |     |     |     |     |     |     |     |     | 2      |
| 29    | Ralf Schumacher       |     |     |     |     | 5   |     |     |     |     |     |     | 2      |
| 30    | Geoff Lees            |     |     |     |     |     | DNF | 6   | 7   | 8   | 10  | 6   | 2      |
| 32    | Christian Pescatori   | 7   | DNF | 6   | 12  | 10  | 8   |     | 10  | DNF |     |     | 1      |
| 32    | Pierluigi Martini     | 7   | DNF | 6   | 12  | 10  | 8   |     | 10  | DNF |     |     | 1      |
| 31    | Pedro Lamy            | 6   | 7   |     |     |     |     | 10  |     |     |     |     | 1      |
| Platz | Fahrer                | HOC | SIL | HEL | NÜR | SPA | ZEL | SUZ | DON | MUG | SEB | LAG | Punkte |

| Legende  | Legende            | Legende                                                          |
| Farbe    | Abkürzung          | Bedeutung                                                        |
| -------- | ------------------ | ---------------------------------------------------------------- |
| Gold     | –                  | Sieg                                                             |
| Silber   | –                  | 2. Platz                                                         |
| Bronze   | –                  | 3. Platz                                                         |
| Grün     | –                  | Platzierung in den Punkten                                       |
| Blau     | –                  | Klassifiziert außerhalb der Punkteränge                          |
| Violett  | DNF                | Rennen nicht beendet (did not finish)                            |
| Violett  | NC                 | nicht klassifiziert (not classified)                             |
| Rot      | DNQ                | nicht qualifiziert (did not qualify)                             |
| Rot      | DNPQ               | in Vorqualifikation gescheitert (did not pre-qualify)            |
| Schwarz  | DSQ                | disqualifiziert (disqualified)                                   |
| Weiß     | DNS                | nicht am Start (did not start)                                   |
| Weiß     | WD                 | zurückgezogen (withdrawn)                                        |
| Hellblau | PO                 | nur am Training teilgenommen (practiced only)                    |
| Hellblau | TD                 | Freitags-Testfahrer (test driver)                                |
| ohne     | DNP                | nicht am Training teilgenommen (did not practice)                |
| ohne     | INJ                | verletzt oder krank (injured)                                    |
| ohne     | EX                 | ausgeschlossen (excluded)                                        |
| ohne     | DNA                | nicht erschienen (did not arrive)                                |
| ohne     | C                  | Rennen abgesagt (cancelled)                                      |
| ohne     | keine WM-Teilnahme |                                                                  |
| sonstige | P/fett             | Pole-Position                                                    |
| sonstige | 1/2/3/4/5/6/7/8    | Punktplatzierung im Sprint-/Qualifikationsrennen                 |
| sonstige | SR/kursiv          | Schnellste Rennrunde                                             |
| sonstige | *                  | nicht im Ziel, aufgrund der zurückgelegten Distanz aber gewertet |
| sonstige | ()                 | Streichresultate                                                 |
| sonstige | unterstrichen      | Führender in der Gesamtwertung                                   |

### GT2-Fahrerwertung
| Platz | Fahrer                    | HOC | SIL | HEL | NÜR | SPA | ZEL | SUZ | DON | MUG | SEB | LAG | Punkte |
| ----- | ------------------------- | --- | --- | --- | --- | --- | --- | --- | --- | --- | --- | --- | ------ |
| 1     | Justin Bell               | 2   | 1   |     | 2   | 1   | 3   | 3   | 3   | 1   | 2   | 2   | 66     |
| 2     | Bruno Eichmann            | 3   | 2   | 1   | 1   | 6   | 1   | 5   | 2   | 2   | DNF | 1   | 65     |
| 3     | Philippe Gache            | 1   | 3   |     | 17  | 2   | 2   | 1   | 1   | DNF | 1   | 3   | 60     |
| 3     | Olivier Beretta           | 1   | 3   |     | 17  | 2   | 2   | 1   | 1   | DNF | 1   | 3   | 60     |
| 4     | Claudia Hürtgen           | 3   | 2   | 1   | 1   | 6   | 1   | 5   | 2   | 2   | DNF | DNF | 55     |
| 5     | Ni Amorim                 | 3   | 2   | 1   | 1   | 6   | DNF | 5   | 4   | 3   | 3   |     | 44     |
| 6     | Stéphane Ortelli          | 13  | 8   |     | 10  | 8   | 1   |     | 2   | 2   |     | 1   | 32     |
| 7     | Tommy Archer              | 2   | 1   |     |     |     |     | 3   |     |     | 2   | 2   | 32     |
| 8     | Marc Duez                 |     |     |     | 2   | 1   |     |     |     |     |     |     | 16     |
| 9     | Luca Drudi                | DNS |     |     | 13  | 10  | DNS | DNF | 3   | 1   |     |     | 14     |
| 10    | Cor Euser                 | DNF | DNF | 2   | DNF | 3   | 8   | 10  | DNF | DNF | 4   | DNF | 13     |
| 10    | Harald Becker             | DNF | DNF | 2   | DNF | 3   | 8   | 10  | DNF | DNF | 4   | DNF | 13     |
| 11    | Pedro Chaves              |     |     |     |     |     |     | 2   | 4   | 3   | DNF |     | 13     |
| 12    | Bernhard Müller           | 6   | 15  | 3   | 4   | 15  | 4   |     | 7   | DNF | 8   | 5   | 13     |
| 12    | Michael Trunk             | 6   | 15  | 3   | 4   | 15  | 4   |     | 7   | DNF | 8   | 5   | 13     |
| 13    | Toni Seiler               | 5   | 9   | DNF | 3   | 7   | DNF |     | 5   | 4   | 6   | DNF | 12     |
| 14    | Franz Konrad              | NC  |     |     | 3   | 7   | DNF | 4   | 5   |     | 6   | DNF | 10     |
| 15    | Wolfgang Kaufmann         |     |     |     |     |     |     | 4   |     | 5   | 5   | DNF | 7      |
| 16    | Richard Nearn             |     | 9   |     |     |     |     | 2   | DNS |     |     |     | 6      |
| 17    | Hisashi Wada              |     |     |     |     |     |     | 2   |     |     |     |     | 6      |
| 18    | Patrice Goueslard         |     |     |     |     |     |     | 6   | 6   | 3   |     |     | 6      |
| 19    | Wido Rössler              | DNF |     | 5   | DNF | DNF | 5   | 7   | DNF |     | 5   | DNF | 6      |
| 20    | Marco Spinelli            | 5   | 9   | DNF |     | DNF |     |     |     | 4   |     |     | 5      |
| 21    | Uwe Alzen                 | NC  |     |     |     |     |     |     |     |     | 3   | DNF | 4      |
| 22    | Bert Ploeg                | DNF |     |     | 3   |     |     |     |     |     |     |     | 4      |
| 23    | Dieter Quester            |     |     |     |     |     | 3   |     |     |     |     |     | 4      |
| 23    | Hideshi Matsuda           |     |     |     |     |     |     | 3   |     |     |     |     | 4      |
| 24    | Angelo Zadra              | 4   | 6   |     | 7   | DNF |     |     |     | 8   | 9   |     | 4      |
| 25    | Leonardo Maddalena        | 4   | 6   |     | 7   | DNF | DNF |     | 12  | 10  |     |     | 4      |
| 26    | Alfonso de Orléans-Borbón | 8   | 4   |     |     |     | 6   |     | 8   | DNF |     |     | 4      |
| 26    | Tomás Saldaña             | 8   | 4   |     |     |     | 6   |     | 8   | DNF |     |     | 4      |
| 27    | Helmut Reis               | DNF | 14  | 5   | DNF | DNF | 5   | 7   |     |     |     |     | 4      |
| 28    | Manfred Jurasz            | 14  | DNF | 5   | DNF | DNF | 5   | DNF | 10  | DNF | DNS | 12  | 4      |
| 29    | Jari Nurminen             | 15  | 10  | 4   |     |     |     |     |     |     |     |     | 3      |
| 30    | Richard Dean              |     | 11  |     |     |     |     |     | DNF |     |     | 4   | 3      |
| 31    | Tim O’Kennedy             |     |     |     | 15  | 12  |     |     | DNF |     | DNS | 4   | 3      |
| 32    | Geoff Lister              |     | 16  |     | 16  | 4   |     |     |     |     |     |     | 3      |
| 32    | John Greasley             |     | 16  |     | 16  | 4   |     |     |     |     |     |     | 3      |
| 33    | Magnus Wallinder          |     |     |     | 16  | 4   |     |     |     |     |     |     | 3      |
| 34    | Marco Brand               | 4   |     |     |     |     |     |     |     |     |     |     | 3      |
| 34    | Carl Rosenblad            |     | 4   |     |     |     |     |     |     |     |     |     | 3      |
| 34    | Pertti Liovenen           |     |     | 4   |     |     |     |     |     |     |     |     | 3      |
| 34    | Seiichi Sodeyama          |     |     |     |     |     |     | 4   |     |     |     |     | 3      |
| 35    | Michel Neugarten          |     |     |     |     | 5   |     |     | 6   |     | 14  | 10  | 3      |
| Platz | Fahrer                    | HOC | SIL | HEL | NÜR | SPA | ZEL | SUZ | DON | MUG | SEB | LAG | Punkte |

### GT1-Teamwertung
| Platz | Team                  | HOC | SIL | HEL | NÜR | SPA | ZEL | SUZ | DON | MUG | SEB | LAG | Punkte |
| ----- | --------------------- | --- | --- | --- | --- | --- | --- | --- | --- | --- | --- | --- | ------ |
| 1     | AMG-Mercedes          | 13  | 2   | 8   | 1   | 2   | 1   | 1   | 1   | 2   | 1   | 1   | 110    |
| 1     | AMG-Mercedes          | DNF | 13  | 11  | 2   | 5   | 2   | 2   | 2   | 9   | 7   | 7   | 110    |
| 1     | AMG-Mercedes          |     |     |     | DNF | 11  | 4   | 7   | 4   | DNF | DNF | 8   | 110    |
| 2     | Team BMW Motorsport   | 1   | 1   | 1   | 3   | 1   | 3   | 4   | 3   | 1   | 2   | 11  | 85     |
| 2     | Team BMW Motorsport   | DNF | 3   | 10  | 4   | 4   | DNF | 8   | 5   | 5   | 14  | DNF | 85     |
| 3     | Gulf Team Davidoff    | 2   | 4   | 3   | 5   | DNF | 5   | 3   | 6   | 6   | 5   | 4   | 37     |
| 3     | Gulf Team Davidoff    | 3   | 8   | 4   | 7   | DNF | DNF | 6   | 7   | 8   | 10  | 6   | 37     |
| 3     | Gulf Team Davidoff    | DNF | DNS |     | DNF | DNF | DNF | DNS |     | 14  | 12  | 10  | 37     |
| 4     | Porsche AG            | 4   | 5   |     | 10  | 3   | 6   | 5   | 11  | 3   | 4   | 2   | 35     |
| 4     | Porsche AG            |     |     |     | 17  | DNF | 7   | 10  | 15  | 4   | 6   | 3   | 35     |
| 4     | Porsche AG            |     |     |     |     |     |     |     |     | 5   |     |     | 35     |
| 5     | Roock Racing          | 5   | 10  | 2   | DNF | 7   | 13  | 13  |     |     |     |     | 8      |
| 6     | David Price Racing    | 10  | DNF |     | 14  | 9   | 12  | DNF | 9   | DNF | 13  | DSQ | 4      |
| 6     | David Price Racing    | DNS | 10  |     | 13  | DNS | 11  | 12  | 8   | 10  | 3   | DSQ | 4      |
| 7     | Parabolica Motorsport |     | 6   |     | 6   | 6   | DNF | DNF | 13  | 13  |     | DNF | 3      |
| 8     | GBF UK Ltd.           | DNF | 14  | 5   | 15  |     | DNF |     | 12  | DNF |     |     | 2      |
| 8     | GBF UK Ltd.           |     | DNF | 13  | DNF |     | DNF |     | DNF | DNF |     |     | 2      |
| 9     | BMS Scuderia Italia   | 7   | DNF | 6   | 12  | 10  | 8   |     | 10  | DNF |     |     | 1      |
| 10    | Schübel Rennsport     | 6   | 7   |     |     |     |     |     |     |     |     |     | 1      |

| Legende  | Legende            | Legende                                                          |
| Farbe    | Abkürzung          | Bedeutung                                                        |
| -------- | ------------------ | ---------------------------------------------------------------- |
| Gold     | –                  | Sieg                                                             |
| Silber   | –                  | 2. Platz                                                         |
| Bronze   | –                  | 3. Platz                                                         |
| Grün     | –                  | Platzierung in den Punkten                                       |
| Blau     | –                  | Klassifiziert außerhalb der Punkteränge                          |
| Violett  | DNF                | Rennen nicht beendet (did not finish)                            |
| Violett  | NC                 | nicht klassifiziert (not classified)                             |
| Rot      | DNQ                | nicht qualifiziert (did not qualify)                             |
| Rot      | DNPQ               | in Vorqualifikation gescheitert (did not pre-qualify)            |
| Schwarz  | DSQ                | disqualifiziert (disqualified)                                   |
| Weiß     | DNS                | nicht am Start (did not start)                                   |
| Weiß     | WD                 | zurückgezogen (withdrawn)                                        |
| Hellblau | PO                 | nur am Training teilgenommen (practiced only)                    |
| Hellblau | TD                 | Freitags-Testfahrer (test driver)                                |
| ohne     | DNP                | nicht am Training teilgenommen (did not practice)                |
| ohne     | INJ                | verletzt oder krank (injured)                                    |
| ohne     | EX                 | ausgeschlossen (excluded)                                        |
| ohne     | DNA                | nicht erschienen (did not arrive)                                |
| ohne     | C                  | Rennen abgesagt (cancelled)                                      |
| ohne     | keine WM-Teilnahme |                                                                  |
| sonstige | P/fett             | Pole-Position                                                    |
| sonstige | 1/2/3/4/5/6/7/8    | Punktplatzierung im Sprint-/Qualifikationsrennen                 |
| sonstige | SR/kursiv          | Schnellste Rennrunde                                             |
| sonstige | *                  | nicht im Ziel, aufgrund der zurückgelegten Distanz aber gewertet |
| sonstige | ()                 | Streichresultate                                                 |
| sonstige | unterstrichen      | Führender in der Gesamtwertung                                   |

### GT2-Teamwertung
| Platz | Team                        | HOC | SIL | HEL | NÜR | SPA | ZEL | SUZ | DON | MUG | SEB | LAG | Punkte |
| ----- | --------------------------- | --- | --- | --- | --- | --- | --- | --- | --- | --- | --- | --- | ------ |
| 1     | Viper Team Oreca            | 1   | 1   |     | 2   | 1   | 2   | 1   | 1   | 1   | 1   | 2   | 126    |
| 1     | Viper Team Oreca            | 2   | 3   |     | 15  | 2   | 3   | 3   | 3   | DNF | 2   | 3   | 126    |
| 2     | Roock Racing                | 3   | 2   | 1   | 1   | 6   | 1   | 2   | 2   | 2   | 3   | 1   | 83     |
| 2     | Roock Racing                | 13  | 8   | DNF | 10  | 8   | DNF | 5   | 4   | 3   | DNF | DNF | 83     |
| 2     | Roock Racing                |     |     |     |     |     |     |     | DNS | 6   | DNF | DNF | 83     |
| 3     | Konrad Motorsport           | 5   | 9   | DNF | 3   | 7   | DNF | 4   | 5   | 4   | 6   | DNF | 15     |
| 3     | Konrad Motorsport           | NC  |     |     |     | DNF |     |     |     |     | DNF |     | 15     |
| 4     | Marcos Racing International | DNF | 13  | 2   | DNF | 3   | 8   | 10  | 11  | DNF | 4   | 12  | 13     |
| 4     | Marcos Racing International | DNF | DNF | 7   |     |     |     |     | DNF | DNS | 9   | DNF | 13     |
| 5     | Krauss Motorsport           | 6   | 15  | 3   | 4   | 15  | 4   | 11  | 7   | DNF | 8   | 5   | 13     |
| 6     | Karl Augustin               | DNF | 14  | 5   | DNF | DNF | 5   | 7   |     | 5   | 5   | DNF | 8      |
| 7     | Chamberlain Engineering     | 15  | 10  | 4   | 15  | 12  | DNF | 12  | 12  | 10  | 10  | 4   | 6      |
| 7     | Chamberlain Engineering     |     | 11  |     |     |     |     |     | DNF |     | DNS | 8   | 6      |
| 8     | Angelo Zadra                | 4   | 6   |     | 7   | DNF |     |     |     | 8   |     |     | 4      |
| 9     | Kremer Racing               | 8   | 4   |     |     |     | 6   |     | 8   | DNF |     |     | 4      |
| 11    | G-Force Strandell           |     | 16  |     | 16  | 4   |     |     | DNF |     |     |     | 3      |
| 12    | Agusta Racing Team          | DNF | 18  |     | 14  | 5   |     | DNF | 6   |     |     |     | 3      |
| 13    | Stadler Motorsport          | 12  | 12  |     | 5   | 16  |     | 8   |     | 11  | 7   | DNF | 2      |
| 13    | Stadler Motorsport          | DNF |     |     | 9   |     |     |     |     |     | 12  | DNF | 2      |
| 14    | RWS                         | DNF | 5   |     | DNF | 9   | DNF |     |     | 9   |     |     | 2      |
| 15    | Dellenbach Motorsport       | 14  | DNF |     | DNF | 11  | 7   |     | 9   | 7   | DNF | 6   | 1      |
| 16    | Proton Competition          | 10  | DNS | 6   | 11  | 17  | 9   | DNF | 10  | DNF | DNS | DNF | 1      |
| 17    | Seikel Motorsport           | 9   |     |     | 6   |     |     |     |     | 12  |     |     | 1      |
| 18    | Larbre Compétition          |     |     |     |     |     |     | 6   |     |     |     |     | 1      |